# 颶風卡洛塔 (2012年)
颶風卡洛塔（英語：Hurricane Carlotta）是自1966年以來登陸位置最偏東面，而且達颶風強度的東太平洋熱帶氣旋。作為2012年太平洋颶風季的第三場熱帶氣旋和第三個被命名風暴，卡洛塔在6月14日從中美洲西南方的东风波緩慢地發展為熱帶低氣壓。它大致向西北偏西移動，第二天增強為熱帶風暴。此後，風暴逐漸增強，風暴在6月15日達到颶風標準。隨著風暴快速增强，卡洛塔在當天達到了每小時175公里的二級颶風的最高強度。UTC翌日上午1時，卡洛塔在埃斯孔迪多港附近登陸，這是當時記錄的歷史上登陸位置最偏東面的太平洋颶風。第二天，隨著風暴在墨西哥西南部上岸，風暴開始減弱。卡洛塔繼續快速減弱，最終在6月16日消散。
據報導，整個墨西哥有廣泛的停電和風力所帶來的損害，特別是在瓦哈卡州。還有報導說，風和雨造成基礎設施損毀，以及農作物受損。卡洛塔的降雨在聖胡安包蒂斯塔圖斯特佩克最高達到35.0厘米。暴雨造成許多山崩，阻塞了道路和損毀了建築物。至少有29,000個家庭和2,500個企業遭受卡洛塔的損失，大多數在瓦哈卡州。卡洛塔造成7人死亡，瓦哈卡州要求達14億比索（1.077億美元）用於修復公共基礎設施。

## 氣象歷史
6月12日，哥斯達黎加西岸發展出熱帶擾動，此擾動向西移動，經過巴拿馬後進入東太平洋。
隨著系統向西北偏西移動，向西的開爾文波為其發展提供了有利條件，系統變得更加有組織。對流在發展中的低氣壓區内增加，國家颶風中心估計在6月12日晚上有50％的熱帶氣旋發展機會。進一步組織後，國家颶風中心在6月14日上午3時發表關於第三熱帶低氣壓的公告，而該系統位於瓦哈卡州安赫爾港東南偏南約830公里。當時，這個低氣壓位於被認為有利於增強的低风切变和溫暖的海面溫度條件下。此外，它的環流很小，這增加了快速增強的可能性。由於系統東北面有高壓脊形成，該系統在形成後向西北移動。形成後約6小時，在中心附近的雨帶增加後，低氣壓增強成熱帶風暴卡洛塔。
在持續的有利條件下，卡洛塔很快就形成了一個粗糙的中心密集雲團區或集中的對流區域。
6月15日，卡洛塔開始發展出眼狀特徵，當天晩上卡洛塔逼近墨西哥西南部，並增強成颶風。6月15日晚，颶風獵人的飛機師表明卡洛塔正在快速增強，觀察到風眼中有每小時175公里的風力和良好的流出；
機組人員還在飛行高度觀察到每小時183公里的風力。國家颶風中心最初預測颶風將沿著墨西哥沿岸地區移動，這將使卡洛塔能夠保持其大部分的強度。在達到最高強度後不久，颶風卡洛塔稍微減弱，其風眼開始與陸地相互作用。6月16日上午1時後不久，颶風在瓦哈卡州埃斯孔迪多港附近登陸，估計風速為每小時165公里，最低氣壓為976毫巴（28.8英寸汞柱），成為登陸位置最偏東面，而且達颶風強度的東太平洋熱帶氣旋，直到一年後被颶風芭芭拉超越。卡洛塔在內陸移動時迅速減弱，登陸後12小時已經退化為熱帶低氣壓。雖然雲系模式受到干擾，風暴仍然保持大面積的雷暴。
6月17日早上較早時候，國家颶風中心報告卡洛塔已經減弱為後熱帶殘留低氣壓；該系統當時在墨西哥西南部仍有廣泛環流。當天晚上，這個低氣壓退化成墨西哥西岸的一個低壓槽。

## 防災措施和影響

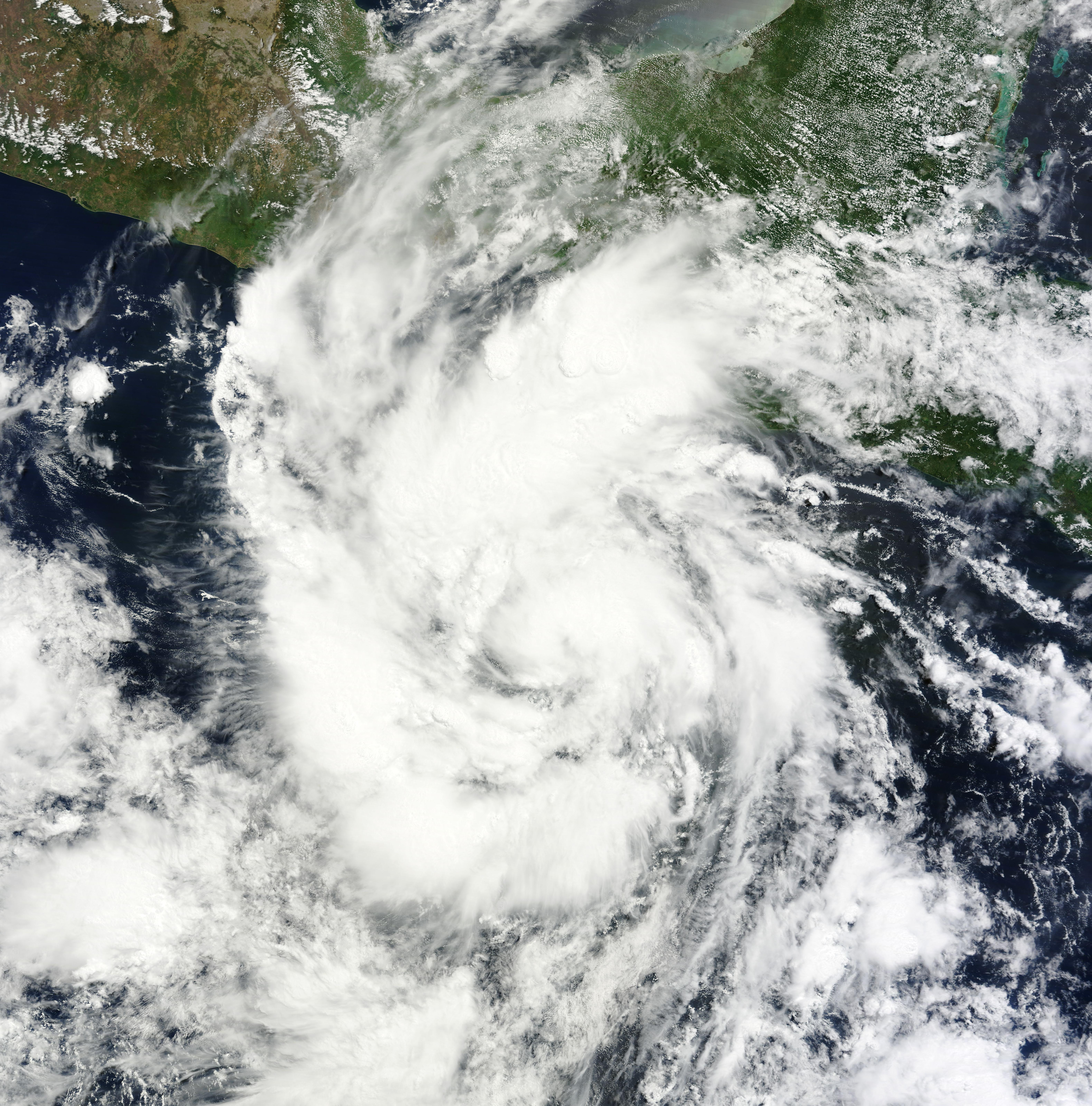
熱帶風暴卡洛塔在6月14日逐漸增強

當該系統於6月14日首次被歸類為熱帶氣旋時，墨西哥政府發出颶風觀察預警，並向托納拉至蓬塔馬爾多納多的一部分墨西哥沿岸發出熱帶風暴觀察預警。當天晚上，觀察預警升級為颶風警告。同時，當局對瓦哈卡州大部分地區發出了橙色警戒，這是第二高的警戒，以及向瓦哈卡州北部、恰帕斯州和格雷羅州發出黃色警戒，這是第三高的警戒。普埃布拉州收到了綠色警報，韋拉克魯斯州南部、塔巴斯科州、特拉斯卡拉州、莫雷洛斯州和米卻肯州收到了第二低警戒的藍色警戒。在瓦哈卡州，官員安排在低窪地區的居民疏散到學校、會堂和教堂。在安赫爾港的漁港，划船的通道受到限制，而薩利納克魯斯港則已關閉。為了避免家庭分離，數個州的學校已經關閉。由於瓦哈卡州和格雷羅州的發電廠受到損壞的威脅，政府電力公司引入了608名電力員工。他們搬遷了23個發電廠，提供應急電源。
7人因風暴而死亡。一名56歲女子因交通事故而死，這場交通事故是因風暴的強風把她的汽車吹翻。在普盧馬伊達爾戈，卡洛塔毀壞了一間粘土房子，一名13歲的女孩和她7歲的妹妹因而死亡。颶風摧毀了房屋屋頂，造成廣泛的停電和小型的山崩。整個城市約有1200人搬到了庇護所。據瓦哈卡州當局指出，一些道路受到泥石流的影響；隨後，他們開放了緊急收容所，並從低窪地區撤離了許多家庭。在埃斯孔迪多港，即風暴登陸的地點附近，廣告牌被推倒，窗戶被打碎。瓦哈卡州各處的城鎮都報告有道路、橋樑、電話線和農作物的損壞。卡洛塔的降雨在聖胡安包蒂斯塔圖斯特佩克達到了35.0厘米。在風暴之後，瓦哈卡州州長要求墨西哥政府宣布該州是一個災區，並要求14.4億比索（1.13億美元）用於修復公共基礎設施。至少有29,000個家庭和2,500個企業遭受卡洛塔的損失，大多數在瓦哈卡州。卡洛塔造成的總保險損失估計約為1,240萬美元。

## 外部連結
- 國家颶風中心的最新官方資料 （页面存档备份，存于）

| A | B | C | D | E | F | G | H | I |
|   |   |   |   |   |   |   |   |   |
| J | K | L | M | N | O | P | R |   |

| 萨菲尔-辛普森飓风风力等级 |    |    |    |    |    |    |
| TD                        | TS | C1 | C2 | C3 | C4 | C5 |